# Edda (tidskrift)
Edda. Nordisk tidsskrift for litteraturforskning är en nordisk vetenskaplig tidskrift, grundad 1914 av den norske litteraturhistorikern Gerhard Gran. Tidskriften kommer ut med fyra nummer om året, och ger regelbundet ut temahäften. Den har som syfte att synliggöra nordisk litteraturforskning och att vara publiceringskanal för litteraturforskare som ägnar sig åt nordisk litteratur, både i och utanför Norden. Tidskriften skriver om litteratur och litteraturteori från alla språkområden, anmäler norsk och utländsk facklitteratur och publicerar debattinlägg. Den ges ut med stöd från Norges forskningsråd.